# Antanartia kamitugensis
Antanartia kamitugensis är en fjärilsart som beskrevs av Abel Dufrane 1945. Antanartia kamitugensis ingår i släktet Antanartia och familjen praktfjärilar. Inga underarter finns listade i Catalogue of Life.